# Tracy Morgan
Tracy Jamal Morgan (Brooklyn, 10 de noviembre de 1968) es un actor, comediante y autor estadounidense que es conocido por sus ocho temporadas como miembro de elenco de Saturday Night Live y actualmente conocido por interpretar el papel de Tracy Jordan en la serie de NBC 30 Rock.

## Primeros años
Morgan nació y creció en Brooklyn, Nueva York, el segundo de cinco hijos de Alicia (de soltera Warden), una ama de casa, y James Morgan, Jr., un músico que dejó la familia cuando Morgan tenía seis años. Morgan creció en Tompkins Proyectos en Bedford-Stuyvestan, Brooklyn. Después de asistir a De Witt Clinton High School en Bronx, fue descubierto en 1984 mientras hacia comedia en vivo en el Teatro Apollo. Antes que Morgan comenzara su carrera, trabajó en Nueva York como pintor, para L&L Painting y Rose Company.

## Carrera
Morgan comenzó su carrera en Martin, donde interpretó a Hustle Man. El personaje vendía artículos al azar que tenía del 'barrio', siempre saludando a la gente con su marca, "¿Qué pasa, jefe?" y tenía un perro que se vestía como rapero. En 2003, en la película de Chris Rock Head of State, Morgan apareció como un hombre mirando televisión, a menudo preguntando porque no están mirando Martin.
Morgan fue también un miembro regular en "Uptwon Comedy Club", una comedia filmada en Harlem que salió al aire durante dos temporadas entre 1992 y 1994. También estuvo en el programa de HBO Snaps.

### Saturday Night Live
Morgan se unió al elenco de Saturday Night Live en 1996, donde interpretó como regular hasta 2003. Presentó una variedad de personajes en el programa, incluyendo a Brian Fellow, Tío Jem, Dominican Lou, el Obispo Don "Mack" Donald, el Astronauta Jones, el Africano Andy, Benny the Bengal, y Woodrow. Morgan fue acreditado también con imitaciones de Aretha Franklin, Harry Belafonte, Maya Angelou, Samuel L. Jackson, Louis Armstrong, Mike Tyson, el juez Greg Mathis, Lou Bega, Mr. T, Tito Jackson, Petri Hawkins-Byrd, Star Jones, John Boehner, Plaxico Burress, y Al Sharpton. El 14 de marzo de 2009, Morgan regresó a SNL como anfitrión y representó sus papeles de Brian Fellow y el Astronauta Jones.

### 30 Rock
Morgan es un miembro del programa de NBC 30 Rock, interpretando el personaje Tracy Jordan, una caricatura de sí mismo. Su trabajo en 30 Rock ha sido muy bien recibido, siendo nominado por Mejor Actor de Reparto en una serie de Comedia en los Premios Emmy 2009.

### Otros trabajos
Morgan tuvo su propio programa, The Tracy Morgan Show, en 2003, pero fue cancelado después de una temporada.
Morgan también tuvo una comedia en vivo titulada "One Mic" que fue mostrado en Comedy Central. También fue el anfitrión de Spike Guys' Choice Awards, que salió al aire el 13 de junio de 2007. En 2003, estuvo en un episodio de Punk'd en que su auto era remolcado de un estacionamiento. Puede escucharse como "Spoonie Luv" en el programa de Comedy Central Crank Yankers y como Woof en la serie animada de MTV2 Where My Dogs At?.
Morgan actuó en comerciales para ESPN NFL 2K, ESPN NBA 2K, y ESPN NHL 2K, donde coprotagonizó con Warren Snapp, Ben Wallace y Jeremy Roenick. Apareció en la película The Longest Yard, protagonizada con Adam Sandler, como un travesti preso.
Morgan ha presentado Hip Hop Honors de VH1 por dos años consecutivos y fue anfitrión de la tercera temporada de Scare Tactics, programa de cámara oculta que bromea a las personas utilizando sus mayores miedos.
Morgan hizo la voz de Agente Blaster en G-Force. Morgan hará la voz de un bulldog en la película animada Río.
El 27 de enero de 2011, Morgan apareció en NBA on TNT del juego televisado de Miami Heat y New York Knicks. Durante la aparición, los comentaristas Charles Barkley y Kenny Smith le preguntaron a Morgan en elegir entre Sarah Palin y Tina Fey en cual era la más bonita (Fey interpreta a Palom en Saturday Night Live y es una compañera de trabajo de Morgan). Morgan respondió con un comentario obsceno sobre Palin que lo hizo tener que disculparse por sus comentarios en vivo.

## Vida personal
Morgan se casó con su novia de secundaria Sabina en 1985. Tiene tres hijos juntos. Morgan pidió el divorcio en la Corte Suprema de Bronx el 7 de agosto de 2009 después de 23 años de matrimonio, aunque él y su esposa habían estado separados durante ocho años. Un amigo le dijo a New York Daily News, "Básicamente estaban divorciados sin papeles." Morgan atributa a uno de sus hijos por haberlo salvado de sus problemas de bebida.
En 1996, fue diagnosticado con diabetes, pero dice que nunca lo tomó seriamente, negándose a tomar la medicación o cambiar su dieta. Después de una fiebre de 40 grados en el set de 30 Rock, Morgan decidió cumplir finalmente con las órdenes de su doctor. Ahora es muy cauteloso cuando se trata de su condición. Con su consentimiento, muchos de los propios problemas de Morgan han sido incorporados a episodios de 30 Rock.
Alrededor del 10 de diciembre de 2010, Tracy Morgan recibió un trasplante de riñón. Se anunció el 22 de diciembre de 2010 que estaba en reposo y que se perdería "al menos dos episodios" de "30 Rock" en 2011.
En junio de 2014 sufrió un accidente de coche, en el que falleció su amigo James McNair, y el propio Tracy Morgan salió muy lesionado. Un año después declaró en el NBC's Today Show que "los huesos sanan, pero la pérdida de un amigo, no", y que no sabía cómo volvería a ser divertido.

## Polémica por dichos homofóbicos
Durante uno de sus monólogos en Nashville, Morgan aseguró que "si su hijo fuese gay, sería mejor que hablara con voz de hombre y no con voz homosexual" o de lo contrario "tomaría un cuchillo y lo apuñalaría hasta matarlo". Las declaraciones del comediante generaron un amplio rechazo de la comunidad LGTB alrededor de todo el mundo.

### Autobiografía
El 20 de octubre de 2009, fue lanzada la autobiografía de Morgan, I Am the New Black. El libro incluye historias de su vida viviendo en Tompkins Projects en Bed-Stuy, Brooklyn, para convertirse en una estrella como miembro de Saturday Night Live. Tracy apareció en Fresh Air de National Public Radio presentado por Terry Gross.

## Filmografía

### Cine
| Año  | Título                                            | Personaje                                      | Notas             |
| ---- | ------------------------------------------------- | ---------------------------------------------- | ----------------- |
| 1996 | A Thin Line Between Love and Hate                 | Bartender                                      |                   |
| 1998 | Half Baked                                        | V. J.                                          |                   |
| 2000 | Bamboozled                                        | Personalidad de televisión                     |                   |
| 2001 | How High                                          | Actor de Commercial / Tipo del Campo de sueños | No acreditado     |
| 2001 | WaSanGo                                           | Woo Ping                                       | Doblaje en inglés |
| 2001 | Jay and Silent Bob Strike Back                    | Pumpkin Escobar                                |                   |
| 2001 | 30 Years to Life                                  | Troy                                           |                   |
| 2002 | Frank McKlusky, C.I.                              | Reggie Rosengold                               |                   |
| 2003 | Head of State                                     | Meat hustler                                   |                   |
| 2005 | The Longest Yard                                  | Sr. Tucker                                     |                   |
| 2005 | Are We There Yet?                                 | Satchel Paige Bobblehead                       | Voz               |
| 2006 | Little Man                                        | Percy                                          |                   |
| 2006 | VH1's Totally Awesome                             | Darnell                                        |                   |
| 2006 | Farce of the Penguins                             | Marcus                                         | Voz               |
| 2008 | First Sunday                                      | Leejohn                                        |                   |
| 2008 | Superhero Movie                                   | Profesor Xavier                                |                   |
| 2009 | G-Force                                           | Blaster                                        | Voz               |
| 2009 | Deep in the Valley                                | Busta Nut                                      |                   |
| 2010 | Cop Out                                           | Paul Hodges                                    |                   |
| 2010 | Death at a Funeral                                | Norman                                         |                   |
| 2010 | The Other Guys                                    | Él mismo                                       |                   |
| 2011 | Río                                               | Luiz                                           | Voz               |
| 2011 | Son of No One                                     | Vincent Carter                                 |                   |
| 2011 | Chick Magnet                                      | Tracy                                          |                   |
| 2012 | Why Stop Now                                      | Leopold "Sprinkles" Leonard                    |                   |
| 2014 | Rio 2                                             | Luiz                                           | Voz               |
| 2014 | The Boxtrolls                                     | Sr. Gristle                                    | Voz               |
| 2014 | Top Five                                          | Fred                                           |                   |
| 2015 | Accidental Love (Un accidente llamado amor [Esp]) | Keyshawn                                       |                   |
| 2015 | The Night Before                                  | Narrador / Santa Claus                         |                   |
| 2017 | Fist Fight                                        | Entrenador Crawford                            |                   |
| 2017 | The Clapper                                       | Chris                                          |                   |
| 2017 | The Star                                          | Felix                                          | Voz               |
| 2019 | What Men Want                                     | Joe "Dolla" Barry                              |                   |
| 2020 | Scoob!                                            | Capitán Caveman                                | Voz. Cameo        |
| 2021 | Coming 2 America                                  | Reem Junson                                    |                   |

- Ocean's Thirteen (2007)
- Beer for My Horses (2008)
- Nailed (2010)

### Televisión
| Año                      | Título                       | Personaje                                  | Notas                                       |
| ------------------------ | ---------------------------- | ------------------------------------------ | ------------------------------------------- |
| 1992–1994                | Uptown Comedy Club           | Varios                                     |                                             |
| 1994–1996                | Martin                       | Hustle Man                                 | 7 Episodios                                 |
| 1996–2003                | Saturday Night Live          | Varios personajes                          | 137 Episodios                               |
| 2000                     | 3rd Rock from the Sun        | Tracy Morgan                               | Episodio: "Dick'll Take Manhattan: Parte 1" |
| 2002–2005, 2019–presente | Crank Yankers                | Spoonie Luv                                | Voz                                         |
| 2003–2004                | The Tracy Morgan Show        | Tracy Mitchell                             | 18 Episodios. También productor             |
| 2006                     | Mind of Mencia               | Captain Black Cawk                         | Episodio: "Stereotype Olympics"             |
| 2006                     | Where My Dogs At?            | Woof                                       | Voz. 8 Episodios                            |
| 2006–2013, 2020          | 30 Rock                      | Tracy Jordan                               | 137 Episodios                               |
| 2008                     | Human Giant                  | El Hombre invisible                        | Voz. Episodio: "I Want More Corn Chowder"   |
| 2008–2013                | Scare Tactics                | Él mismo (Anfitrión)                       | 20 Episodios                                |
| 2009                     | Saturday Night Live          | Él mismo (Anfitrión)                       | Episodio: "Tracy Morgan/Kelly Clarkson"     |
| 2011                     | Saturday Night Live          | Varios                                     | Episodio: "Jimmy Fallon/Michael Bublé"      |
| 2011                     | Tracy Morgan: Black and Blue | Él mismo                                   | Especial para levantarse                    |
| 2014                     | Tracy Morgan: Bona Fide      | Él mismo                                   | Especial para levantarse                    |
| 2014                     | Mr. Pickles                  | Skids                                      | Voz. Episodio: "Dead Man's Curve"           |
| 2015                     | Saturday Night Live          | Él mismo (Anfitrión)                       | Episodio: "Tracy Morgan/Demi Lovato"        |
| 2017                     | Tracy Morgan: Staying Alive  | Él mismo                                   | Especial para levantarse                    |
| 2018                     | Somebody Feed Phil           | Él mismo                                   | Episodio: "New York City"                   |
| 2018                     | The Raw Word                 | Él mismo                                   | 1 Episodio                                  |
| 2018                     | The Simpsons                 | Él mismo / Conductor de camión de arrastre | Voz. 2 Episodios                            |
| 2018                     | Animals                      | Toaster                                    | Voz. Episodio: "Stuff"                      |
| 2018–present             | The Last O.G.                | Tray Barker                                | Personaje principal                         |
| 2019                     | The Twilight Zone            | J.C. Wheeler                               | Episodio: "The Comedian"                    |
| 2019                     | Green Eggs and Ham           | Michael the Fox                            | Voz                                         |
| 2019                     | Bubble Guppies               | Dr. Bigmouth Bass                          | Voz. Episodio: "Secret Agent Nonny"         |

## Premios y nominaciones
- Premios Emmy
  - 2009, Mejor Actor de Reparto en una serie de Comedia: 30 Rock, nominado
- Premios Image
  - 2008, Mejor Actor de Reparto en una serie de Comedia: 30 Rock, nominado
  - 2007, Mejor Actor de Reparto en una serie de Comedia: 30 Rock, nominado